# حزب مصر النهضة
حزب مصر النهضة هو حزب سياسي مصري مكون من أعضاء سابقين في الحزب الوطني الديمقراطي، أسسه حسام بدراوي. استبدل الحزب بحزب الاتحاد، الذي تمت الموافقة عليه رسميًا في سبتمبر 2011.